# Hiroto Yamamoto
Hiroto Yamamoto (山本 啓人 Yamamoto Hiroto?, nacido el 16 de octubre de 1988 en Hasaki (actualmente Kamisu), Ibaraki) es un exfutbolista japonés. Jugaba de centrocampista y su último club fue el Kagoshima United FC de Japón.

## Trayectoria

### Clubes
| Club                | País  | Año         |
| ------------------- | ----- | ----------- |
| Thespa Kusatsu      | Japón | 2011 - 2012 |
| Kagoshima United FC | Japón | 2013 - 2016 |

## Estadística de carrera

### J. League
| Club                | Año   | J. League | J. League | Copa J. League | Copa J. League | Total | Total |
| Club                | Año   | Part.     | Goles     | Part.          | Goles          | Part. | Goles |
| ------------------- | ----- | --------- | --------- | -------------- | -------------- | ----- | ----- |
| Thespa Kusatsu      | 2011  | 7         | 0         | -              | -              | 7     | 0     |
| Thespa Kusatsu      | 2012  | 2         | 0         | -              | -              | 2     | 0     |
| Kagoshima United FC | 2016  | 2         | 0         | -              | -              | 2     | 0     |
| Total               | Total | 11        | 0         | 0              | 0              | 11    | 0     |